# Euxoa tetrica
Euxoa tetrica là một loài bướm đêm trong họ Noctuidae.